# Sonnet 11
Sonnet 11 o As fast as thou shalt wane, so fast thou grow'st è l'undicesimo dei Sonnets di William Shakespeare.
As fast as thou shalt wane, so fast thou growest

In one of thine, from that which thou departest;

And that fresh blood which youngly thou bestow'st

Thou mayst call thine when thou from youth convertest.

Herein lives wisdom, beauty and increase:

Without this, folly, age and cold decay:

If all were minded so, the times should cease

And threescore year would make the world away.

Let those whom Nature hath not made for store,

Harsh featureless and rude, barrenly perish:

Look, whom she best endow'd she gave the more;

Which bounteous gift thou shouldst in bounty cherish:

She carved thee for her seal, and meant thereby
Thou shouldst print more, not let that copy die.

## Temi
Come altri sonetti shakespeariani, anche il Sonnet 11 riguarda i temi del matrimonio, della procreazione e della fugacità del tempo. Fa parte dei componimenti rivolti al Fair youth, il giovane di incerta identificazione amato dal poeta, cui è dedicata una consistente parte dei sonetti.
Shakespeare gli si rivolge dicendogli che se tutti si comportassero come lui, evitando di sposarsi e quindi di avere figli, in breve tempo l'umanità cesserebbe di esistere, e a lui non resterebbero che "follia, vecchiaia e fredda decadenza" (folly, age, and cold decay); al contrario, attraverso il matrimonio, fonte di "saggezza, beltà e procreazione" (wisdom, beauty and increase), il giovane può rivedere sé stesso, la propria immagine, nel corpo dei suoi figli, e potrà dire che essi sono il frutto del fresco vigore (fresh blood) che lui stesso ha conferito loro. Inoltre, la procreazione è anche espressa dal poeta come un dono e un incarico concesso dalla Natura. Essa ha infatti creato uomini aridi e sgraziati, inadatti a generare figli, ed altri uomini -come il giovane oggetto del componimento- con i quali è stata invece largamente generosa; di questo dono egli deve essere riconoscente e, come da uno stampo si ricavano numerose copie, prestarsi affinché dallo stampo di sé stesso siano ricavate ulteriori copie, ovvero i suoi figli.